# Dargida graminivora
Dargida graminivora är en fjärilsart som beskrevs av George Francis Hampson 1905. Dargida graminivora ingår i släktet Dargida och familjen nattflyn. Inga underarter finns listade i Catalogue of Life.